# Utricularia pusilla
Utricularia pusilla (пухирник малий) — вид рослин із родини пухирникових (Lentibulariaceae). Етимологія: лат. pusillus — «дуже малий, крихітний».

## Біоморфологічна характеристика
Utricularia pusilla відрізняється від усіх інших жовтоквіткових видів U. sect. Setiscapella своїми стерильними приквітками на осі китиці й листками від зворотно-яйцюватої до лопатчатої форми. Його віночок морфологічно схожий на віночок U. nigrescens, але відрізняється довжиною ≤ 10 мм (порівняно з довжиною близько 17 мм).

## Середовище проживання
Цей вид має дуже широкий ареал у Центральній і Південній Америці, а також у Карибському басейні.
Цей однорічний вид зазвичай росте на суші у вологій піщаній савані; на висотах від 0 до 1300 метрів.

## Використання
Вид культивується невеликою кількістю ентузіастів роду. Торгівля незначна.